# Fraserburgh
Fraserburgh is een plaats in het Schotse raadgebied Aberdeenshire.
Fraserburgh telt 12.570 inwoners, die grotendeels leven van de visvangst en afgeleide activiteiten.
In Fraserburgh zijn het Museum of Scottish Lighthouses en het Fraserburgh Heritage Centre gevestigd.

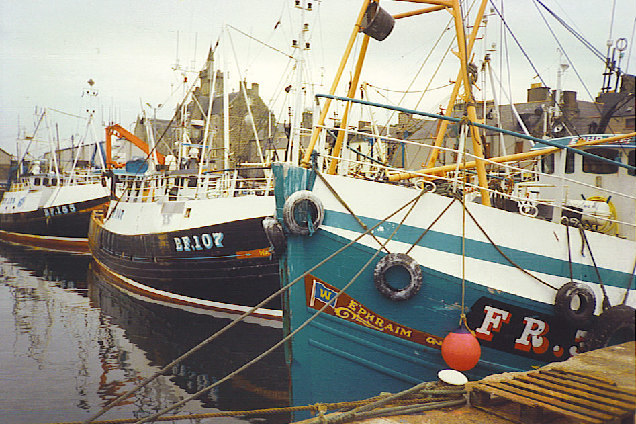
Haven van Fraserburgh